# Черноморовский сельский совет (Каховский район)
Черноморовский сельский совет (укр. Чорноморівська сільська рада) — входит в состав
Каховского района
Херсонской области
Украины.
Административный центр сельского совета находится в 
с. Черноморовка
.

## Населённые пункты совета
- с. Черноморовка